# We Travel the Spaceways
We Travel the Spaceways (Alternativtitel We Travel the Space Ways) ist ein Jazzalbum von Sun Ra. Die zwischen 1956 und 1959 in den RCA Studios Chicago und bei verschiedenen Proben entstandenen Aufnahmen erschienen Mitte der 1960er Jahre (möglicherweise 1967) auf El Saturn Records. Einem breiteren Publikum wurden sie erstmals 1992 gekoppelt mit Bad and Beautiful als Compact Disc auf dem Label Evidence Records zugänglich. Weitere Ausgaben erschienen bei Sun Records (2012) und Enterplanetary Koncepts (2014).

## Hintergrund
Das Material von We Travel the Spaceways wurde zwischen 1956 und 1960, möglicherweise auch erst 1961, bei einer Reihe von Sessions in Chicago aufgenommen. Obwohl einige der dabei aufgenommenen Stücke wie üblich auch auf anderen Langspielplatten Sun Ras aus der Zeit der 1950er-Jahre erschienen waren, unterscheiden sich Personal und Arrangements von Stück zu Stück (die Besetzungsliste im Kasten liefert daher nur einen ersten Anhaltspunkt). Das Album gehörte zu mehreren LPs, die Sun Ra in den 1960er-Jahren aus Material zusammenstellte, das er mit dem Arkestra in der Zeitspanne von 1956 bis 1961 in Chicago aufgenommen hatte.
„Interplanetary Music“ baue auf einer munteren, etwas gestörten Rhythmusfigur auf, die aus einem abgehackten Bassriff und einer quietschenden Geigenmelodie bestehe, notierte Matthew Wuetrich. Mit dem monotonen, fast klageliedartigen Gesang des Arkestra, höre man bereits die erste Version des [Arkestra-typischen] „Weltraumgesang[s]“ – ein Vehikel, auf das Ra in seinen späteren Bühnenshows immer wieder zurückgreifen würde. „We Travel the Spaceways“ wurde später zu einer Erkennungsmelodie des Arkestra; es erscheint hier aber zum ersten Mal als „gedämpftes und distanziertes Statement von fast intergalaktischer Melancholie“. Noch seltsamer wird es durch das hörbare Quaken einer Spielzeugente irgendwo im Studio. Auf „Eve“ und „Space Loneliness“ verwendet Ra die Gesangs-Form rein musikalisch. Er erreiche eine Balance zwischen einem bleiernen Swing und ominösen Vamps, indem er statische, Moll-Blues-Riffs zu längeren Ensemble-Linien und dann wieder zurück mutiert. Hinter dem Ensemble legt Boykins zyklische Basslinien hin, die mühelos in die swingenden Passagen gleiten.

## Titelliste
- Sun Ra: We Travel the Space Ways (El Saturn 409)[3]

1. Interplanetary Music 2:41
2. Eve 3:07
3. We Travel the Spaceways 3:22
4. Tapestry from an Asteroid 2:07
5. Space Loneliness 4:50
6. New Horizons 3:04
7. Velvet 4:34

Die Kompositionen stammen von Sun Ra.

## Rezeption
Richard Cook und Brian Morton zeichneten das Album in der Evidence-Version, gekoppelt mit Bad and Beautiful, in The Penguin Guide to Jazz mit der Höchstbewertung von vier Sternen aus.
TJ Gorton (BeatCaffeine) lobte, die Entwicklung der Band sei auf dieser Aufnahme mit einer Mischung aus Bop-beeinflussten Grooves, spaciger Jazz-Instrumentierung und vielen charakteristischen „Weltraum-Gesängen“ sicherlich zu hören. Zu den Highlights zählen die Arkestra-Klassiker „Interplanetary Music“, „Space Loneliness“, der Titeltrack „We Travel The Spaceways“, das sanfte „Tapestry from an Asteroid“ und das swingende „Velvet“.
Sean Westergard verlieh We Travel the Spaceways in Allmusic vier Sterne und schrieb, viele der Melodien seien ziemlich bluesig, mit Pauken, Glocken und Schlagzeug [angereichert], die dem Ganzen ein exotisches Flair hinzufügen, aber das große Ereignis hier sei das Erscheinen des so genannten „Weltraumgesangs“, der für die kommenden Jahrzehnte zu einem Markenzeichen des Arkestra werden sollte. Die Band habe damals begonnen, ihre Bop-Tendenzen zugunsten eines persönlicheren Sounds abzustreifen, aber abgesehen von dem Neuheitsaspekt der Weltraumgesänge gehe nichts auf diesem Album zu weit hinaus. Die drei hier vertretenen Sessions würden die schnelle Entwicklung des Chicagoer Arkestra von einem interessanten, Bop-beeinflussten Ensemble zu den einzigartigen Eskapaden eines der ersten „Space-Jazz“-Gruppe der Welt demonstrieren.
Matthew Wuetrich schrieb in All About Jazz zu der Evidence-Neuauflage, diese Zusammenstellung fange verschiedene Aspekte des Arkestra der späten 50er/frühen 60er Jahre im Wandel ein. Die beiden Alben We Travel the Spaceways und Bad and Beautiful würden im Vergleich zu den späteren Erkundungen des Arkestra relativ zahm klingen, wiesen aber auch auf wichtige Aspekte dessen hin, was später komme. Im Unterschied zu Bad and Beautiful, das Keime des sich entwickelnden lockeren, perkussionsbasierten Klangs des Arkestra enthält, zeichne sich auf We Travel the Spaceways ab, wie sich im Sun Ra Arkesta der Gebrauch des Gesangs entwickelte. Dieser Aspekt sei, neben Perlen wie den Ra-Kompositionen „Velvet“ und der Weltraumballade „Tapestry from an Asteroid“, das eigentlich musikalisch Interessante an diesem Album.